# Букингем (единица измерения)
Букингем — единица измерения квадрупольного момента, используемая в атомной и ядерной физике. Обозначается обычно Б (не путать с белом) либо Бг, Бук и тому подобные. Эта единица названа в честь английского химика Дэвида Букингема.
Один букингем равен 10−10 франклин-квадратный ангстрем или 1 дебай-ангстрем.
1 Бук = 1 Д·Å = 10−10 Фр·Å2
В единицах СИ:
1 Бук = 3,33564095⋅10−40 Кл·м2